# Casa Bas
Casa Bas és una casa a la vila de Cardedeu (Vallès Oriental) protegida com a bé cultural d'interès local. Aquest edifici està en la carretera de Cànoves, que va ser un dels eixos de l'expansió urbana de Cardedeu als anys 1920, juntament amb l'Avda. Àngel Guimerà. Els que hi construïen eren cardedeuencs que es volien fer una casa nova o bé estiuejants, que s'hi feien la seva torre, encara que no eren les proporcions de les mansions que hi ha a la carretera de Caldes. Vers el 1920 la casa va ser comprada per la família Bosch. Per notícies orals es coneix que la casa la va construir Josep Bas en la dècada de 1920.
Habitatge aïllat alineat als dos carrers i composta per planta baixa, pis i golfa. La coberta a dues vessants, perpendicular a la façana principal. La composició de les façana és simètrica. A la planta baixa, portal d'entrada amb llinda plana i arc sobreposat: un fris de rajoles travessa les finestres. Al primer pis les finestres presenten una solució de llinda plana amb cimacis. La façana lateral té un capcer curvilini. Els elements formals de les façanes (sòcol, sanefes, ferro i llindars) són representatius del llenguatge modernista.

## Història
1. 1 2 3  «Casa Bas». Inventari del Patrimoni Arquitectònic de Catalunya.   Direcció General del Patrimoni Cultural de la Generalitat de Catalunya. [Consulta: 2 setembre 2015].